# Tyrese Haliburton
Tyrese John Haliburton (ur. 29 lutego 2000 w Oshkosh) – amerykański koszykarz, występujący na pozycji rozgrywającego, obecnie zawodnik Indiana Pacers.
W 2018 został wybrany najlepszym zawodnikiem szkół średnich stanu Wisconsin (Wisconsin Gatorade Player of the Year).
8 lutego 2022 został wytransferowany do Indiana Pacers.
Play-off NBA w sezonie 2025 wskażą miejsce Tyrese Haliburtona w ligowej hierarchii. Zawodnik uznany najbardziej przecenionym koszykarzem ligi wprowadził Indianę do 2. serii play-off.  Mocna psychika zawodnika Indiana Pacers nie pozwala mu przejmować się opinią zawodników ligi.
Tyrese Haliburton przed rozpoczęciem sezonu ligowego został przyrównany do ucznia, który nic nie zrobił a i tak dostał "szóstkę". Zdobycie złota olimpijskiego w Paryżu przez Haliburtona jest powodem do zazdrości ze strony wielu zawodników ligi. 
Został pierwszym zawodnikiem w historii ligi NBA w fazie play-off, który zanotował triple-double, nie popełniając przy tym ani jednej straty. Jest także pierwszym koszykarzem w historii Indiana Pacers, który może pochwalić się kilkoma triple-double w fazie play-off.

## Osiągnięcia
Stan na 12 sierpnia 2024, na podstawie, o ile nie zaznaczono inaczej.

### NCAA
- Uczestnik rozgrywek turnieju NCAA (2019)
- Mistrz turnieju konferencji Big 12 (2019)
- Zaliczony do II składu Big 12 (2020)
- Zawodnik tygodnia Big 12 (11.11.2019, 6.01.2020)
- Nowo przybyły zawodnik tygodnia Big 12 (10.12.2018, 7.01.2019)

### NBA
- Zaliczony do:
  - I składu debiutantów NBA (2021)[8]
  - III składu NBA (2024)[9]
- Zwycięzca konkursu KIA Skills Challenge (2024)[10]
- Uczestnik:
  - meczu gwiazd NBA (2023, 2024)[11][12]
  - konkursu rzutów za 3 punkty (2023, 2024)[13][14]
- Finalista miniturnieju Clorox Rising Stars (2022)[15]

### Reprezentacja
Seniorska
- Mistrz olimpijski (2024)[16]
- Uczestnik mistrzostw świata (2023 – 4. miejsce)[17]

Młodzieżowa
- Mistrz świata U–19 (2019)
- Zaliczony do I składu mistrzostw świata U–19 (2019)[18]
- Lider mistrzostw świata U–19 w asystach (2019 – 6,9)[19]